# 鳳鼻尾隧道
鳳鼻尾隧道，舊稱鳳鼻隧道位於臺灣新竹縣，為省道臺61線與臺15線共構路段的公路隧道。鳳鼻尾隧道隧道全長2250公尺，沿鳳鼻尾山西緣，連接竹北市尚義里鳳岡和新豐鄉鳳坑村鳳鼻尾，為四孔八車道棚架式隧道，臨海側可見臺灣海峽。
隧道原為台61線與台15線共線，僅雙孔雙向，後因「西濱快速公路後續建設計畫」新建雙孔鳳鼻明隧道。總長2,256公尺，寬度為22.95－28.35公尺；既有明隧道南側改建長度180公尺，寬度為25.8公尺。2016年10月5日開工，於2020年1月22日通車。
1996年啟用時定名為鳳岡隧道，經協調後更名為鳳鼻隧道，2020年正名為鳳鼻尾隧道。

## 興建原因
因為隧道上方為訓練靶場，為了避免流彈誤擊公路，於是蓋了一座假隧道因應。

## 爭議
- 台61線西濱快速公路新豐段最快將於2020年農曆春節前通車，公路總局原訂去年12月中封閉鳳鼻隧道北口端竹1線橫交道路，但因地方強烈反彈而暫緩，2020年1月3日再次協調，結論將維持現狀，僅暫定2020年1月6日至2月3日暫時封閉施工[5]。
- 2019年1月3日，立法委員林為洲與公路總局協調台61線與竹1線鄉道路口是否封閉相關事宜，林為洲要求公路總局必須於施工期間一併完成照明與號誌及紅綠燈，以保障用路人的安全外，並與中華民國國防部協調用地問題，林為洲表示「政府必須兼顧用路人的安全與當地居民的權益，切勿未規劃完善或因政治考量就急於宣布政績，應妥善全面考量」，但相關作為引起批踢踢實業坊道路板、Facebook社團《公路邦．TwRoadClub》鄉民討論外，台灣機車路權促進會與鄉民至林為洲Facebook粉絲專頁留言抨擊反對竹1線鄉道路口開放，更有鄉民留言指出原先台61線沿線居民偕同民意代表於興建初期抗議，公路總局將原設計為高架化路段部分變更設計為平面，但興建後發生多起大小車禍造成傷亡，近年沿線居民又夥同民意代表抗議辦理高架化、立體化等情事[6]。